# Бофремон, Луи-Бенин де
Луи-Бенин де Бофремон (фр. Louis-Bénigne de Bauffremont; 1685 — 18 июля 1755), маркиз де Листене и Клерво — французский генерал, участник войн за испанское и польское наследство.

## Биография
Младший сын Пьера II де Бофремона, маркиза де Листене и Клерво, и Мари де Барр.
Маркиз де Бофремон, де Мирбо, де Марне, затем де Листене и Клерво, сеньор герцогства Пон-де-Во, виконт де Сален и де Мариньи, сеньор и барон двадцати других сеньориальных земель. Великий бальи Аваля и почетный дворянин Дольского парламента.
Поступил на военную службу в 1701 году мушкетером. В 1702 году участвовал в разгроме голландцев под Нимвегеном. 9 мая 1703 назначен капитаном драгунского полка Листенуа, с которым присоединился к Баварской армии. Получил легкое ранение в бою при Мундеркингене, участвовал в первом Гохштедтском сражении, взятии Кемптена и Аугсбурга. В 1704 году участвовал во втором Гохштедтском сражении, в войсках маршала Марсена, а в 1705 году воевал в Мозельской армии маршала Виллара.
7 февраля 1706 произведен в прапорщики роты бургундских жандармов, с рангом кампмейстера кавалерии. 18 апреля стал младшим лейтенантом бургундских жандармов, и в том же году участвовал в битве при Рамийи. В 1707 году служил во Фландрской армии, перешедшей к обороне. Сражался в битве при Ауденарде в 1708 и битве при Мальплаке в 1709 году.
В 1710 году воевал во Фландрской армии; после гибели старшего брата 1 ноября получил под командование драгунский полк своего имени и великий бальяж Аваля.
14 февраля 1711 был пожалован в рыцари испанского ордена Золотого руна; отказался от должности младшего лейтенанта бургундских жандармов и в 1711—1712 продолжил службу во Фландрской армии в качестве командира своего полка. 12 июля 1712 отличился в бою при Арлё, где маршал Виллар разгромил противника, которого затем гнал до стен Дуэ. В этом деле под маркизом была убита лошадь. В составе обсервационного корпуса прикрывал осады Кенуа и Дуэ.
В 1715 году пожалован в рыцари военного ордена Святого Людовика за отличия в битве при Мальплаке. 1 февраля 1719 произведен в бригадиры. В декабре 1730 передал полк своему сыну, сохранив командование ротой, которую возглавлял при осаде Келя.
20 февраля 1734 произведен в лагерные маршалы, отказался от командования ротой, и 1 апреля получил назначение в Рейнскую армию. Несколько раз участвовал в атаках во время осады Филиппсбурга. 1 мая 1735 снова определен в Рейнскую армию, бездействовавшую до подписания мира в октябре того года.
1 марта 1738 произведен в генерал-лейтенанты, после чего вышел в отставку.
Продолжал тяжбу за наследство Филиппа-Эжена де Горрево, герцога де Пон-де-Во, начатую в 1681 году его дедом Шарлем-Луи де Бофремоном. В 1712 году Парижский парламент решил спор в пользу маркиза, вступившего во владение богатым наследством дома де Горрево, восходившим к умершему в 1527 году Лорану де Горрево.

## Семья
Жена (5.03.1712): принцесса Элен де Куртене (7.04.1689—29.06.1768), дочь принца Луи-Шарля де Куртене, графа де Сези, и Элен де Безансон. После смерти брата, принца Шарля-Роже де Куртене, стала последней представительницей и наследницей владений и титулов дома де Куртене, младшей ветви династии Капетингов.
Дети:
- Принц Луи де Бофремон (1712—1769). Жена (1735): Мари-Сюзанна-Симона-Фердинанда де Тенарр, дочь Анри-Фердинанда де Тенарра, маркиза де Монмен, генерал-лейтенанта армий короля, и Анны-Жозефы-Фердинанды де Граммон, дамы де Фоконье
- Принц Шарль-Роже де Бофремон-Листене (14.10.1713—1795), лагерный маршал
- Принц Жозеф де Бофремон-Листене (1714—1781), вице-адмирал Франции. Жена (1762): Луиза-Бенин де Бофремон, дочь Луи де Бофремона и Мари-Сюзанны-Симоны-Фердинанды де Тенарр
- Пьер де Бофремон (1717 — после 1747), маркиз де Клерво. Прапорщик бургундских жандармов (1734), бригадир драгун (1747)